# Rhytiphora subargentata
Rhytiphora subargentata är en skalbaggsart som beskrevs av Stefan von Breuning 1970. Rhytiphora subargentata ingår i släktet Rhytiphora och familjen långhorningar. Inga underarter finns listade i Catalogue of Life.